# Proctoporus rahmi
Proctoporus rahmi — вид ящірок родини гімнофтальмових (Gymnophthalmidae). Ендемік Перу.

## Поширення і екологія
Proctoporus rahmi відомі з типової місцевості, розташованої в Перуанських Андах, в регіоні Куско, на висоті 2395 м над рівнем моря.